# Bellobradi
Bellobradi (serb. Белоброд, Belobrod) – wieś w Kosowie, w regionie Prizren, w gminie Dragaš. W 2011 roku liczyła 948 mieszkańców. 